# Xã Lafayette, Quận Floyd, Indiana
Xã Lafayette (tiếng Anh: Lafayette Township) là một xã thuộc quận Floyd, tiểu bang Indiana, Hoa Kỳ. Năm 2010, dân số của xã này là 7.449 người.